# Celso Gilberti
Pour les articles homonymes, voir Gilberti.
Celso Gilberti, né à Rovereto en 1910 et décédé le 11 juin 1933, est un grimpeur et alpiniste italien qui a exercé principalement dans les Dolomites.

## Biographie
Originaire du Frioul, Gilberti passe toute son enfance à Udine avant se s'installer à Milan pour poursuivre des études d'ingénieur. Il commence à grimper en 1927 dans les Alpes carniques et les Dolomites et s'affirme rapidement comme l'un des meilleurs grimpeurs italiens de l'époque. En quelques années, il conquiert quarante-six nouvelles voies, mais il décède prématurément à l'âge de 22 ans lors d'une ascension de la Paganella.

## Ascensions
- 1931 - Paroi ouest de la Cima della Busazza (Civetta), avec Etore Castiglioni
- 1932 - Arête nord du Monte Agnèr (Pale di San Martino), avec Oscar Soravito, plus long itinéraire des Dolomites (1 600 mètres)
- Éperon de la Brenva au mont Blanc
- Arête sud de l'Aiguille Noire de Peuterey